# 寬口多彩鯰
寬口多彩鯰，為輻鰭魚綱鯰形目擬油鯰科的其中一種，為温帶淡水魚類，分布於南美洲巴西聖保羅烏拉圭河上游流域，體長可達7.8公分，棲息在底層水域，生活習性不明。

## 扩展阅读
維基物種上的相關：寬口多彩鯰